# 伊藤真 (野球)
伊藤 真（いとう まこと、1969年7月25日 - ）は、千葉県市原市出身の元プロ野球選手（投手）。

## 来歴・人物
秀明八千代高校ではエースとして県大会でベスト16に入る。
進学した系列の八千代国際大学（現：秀明大学）は創立直後で野球部がなかったため、草野球チームに入る一方で自ら野球部を創設した。3年春から千葉県大学野球リーグ3部に参加し、秋は3部優勝で4年春は2部昇格するが1季で降格、秋は7勝1敗で3部優勝に貢献。なお大学時代は朝日新聞の新聞奨学生で、千葉市の海浜ニュータウンで配達をしていた。
左腕の軟投派で、1991年のドラフト会議で広島東洋カープに6位指名され入団。「千葉の奪三振王」のふれこみがあった。
プロ3年目の1994年にJrオールスターに出場、ウエスタンリーグで防御率8位となり一軍初登板を果たす。1996年は千葉ロッテマリーンズに移籍し、1A・バイセイリア・オークスに野球留学した。1997年はヤクルトスワローズに在籍したが、いずれも一軍登板は果たせずに現役を引退。
引退後は、スワローズで打撃投手、スコアラーを務めた。

## 詳細情報

### 年度別投手成績
| 年 度     | 球 団     | 登 板 | 先 発 | 完 投 | 完 封 | 無 四 球 | 勝 利 | 敗 戦 | セ 丨 ブ | ホ 丨 ル ド | 勝 率 | 打 者 | 投 球 回 | 被 安 打 | 被 本 塁 打 | 与 四 球 | 敬 遠 | 与 死 球 | 奪 三 振 | 暴 投 | ボ 丨 ク | 失 点 | 自 責 点 | 防 御 率 | W H I P |
| --------- | --------- | ----- | ----- | ----- | ----- | -------- | ----- | ----- | -------- | ----------- | ----- | ----- | -------- | -------- | ----------- | -------- | ----- | -------- | -------- | ----- | -------- | ----- | -------- | -------- | ------- |
| 1994      | 広島      | 1     | 0     | 0     | 0     | 0        | 0     | 0     | 0        | --          | ----  | 5     | 1.0      | 0        | 0           | 2        | 0     | 0        | 0        | 0     | 0        | 0     | 0        | 0.00     | 2.00    |
| 通算：1年 | 通算：1年 | 1     | 0     | 0     | 0     | 0        | 0     | 0     | 0        | --          | ----  | 5     | 1.0      | 0        | 0           | 2        | 0     | 0        | 0        | 0     | 0        | 0     | 0        | 0.00     | 2.00    |

### 記録
- 初登板：1994年8月5日、対横浜ベイスターズ17回戦（広島市民球場）、9回表に4番手で救援登板・完了、1回無失点

### 背番号
- 59 （1992年 - 1995年）
- 58 （1996年）
- 67 （1997年）
- 72 （1998年）
- 88 （1999年 - 2009年）
- 111 （2010年）
- 113 （2011年 - 2012年）